# Lycée français de Tamatave
Le lycée français de Tamatave est un établissement scolaire français situé à Toamasina (Tamatave), à Madagascar.

## Historique
Le lycée français a été créé en 1973, dans les locaux d'un établissement fondé vingt ans plus tôt par un religieux français, originaire de Marseille, le Révérend Père Henri Cotto (1908-1988), qui arrivait à Tamatave après être resté pendant 20 ans dans la région de Canton en Chine. En 1953, le Révérend Cotto s'appuya sur la forte communauté chinoise de Madagascar pour y créé, le 17 août 1953, le Centre Catholique Chinois (C.C.C.), qui fonctionna dans bâtiments de l'évêché pendant la première année. En 1962, le père Cotto achète le terrain sur lequel se trouve le lycée : une forêt située au bord du canal des Pangalanes, dans le quartier de Tanamakoa. En 1966, le centre ouvrit ses portes à des élèves malgaches, créoles et français. L'effectif total qui était alors d'environ 360 élèves dont la moitié d'internes, passa à 424 élèves. En 1972, en raison des évènements politiques et de la « malgachisation » imposée par le gouvernement, M. Cotto transforma le collège du Centre Chinois en lycée Franco-chinois dépendant de l'Université d'Aix-Marseille. Vers 1975, le lycée comptait près de 900 élèves. M. Cotto y garda sa résidence,.